# Скала, Франко
Франко Скала (итал. Franco Scala; род. 1937, Имола, Эмилия-Романья) — итальянский пианист и музыкальный педагог.
Окончил Болонскую консерваторию, ученик Герардо Макарини Карминьяни. Совершенствовал своё мастерство в Академии Святой Цецилии под руководством Карло Цекки.
Несмотря на определённую концертную карьеру, известен преимущественно своей педагогической деятельностью. Преподавал в течение четырёх лет в Академии Святой Цецилии, затем в Консерватории Пезаро. Наиболее заметные педагогические достижения Скала связаны с Международной фортепианной академией, которую он основал в 1981 г. в своём родном городе Имола. Помимо самого Скала, в разные годы в этой академии преподавали такие мастера, как Маурицио Поллини и Лазарь Берман, а в 2013 году Скала передал руководство академией Владимиру Ашкенази. Наряду с фортепианными курсами в Имоле преподавались также другие инструменты, композиция, камерный ансамбль, с недавнего времени действует камерный оркестр. Среди учеников Скала — Энрико Паче, Роберто Коминати, Альберто Нозе, Симоне Педрони, Джорджия Томасси, Игорь Рома.